# 3番街
3番街（さんばんがい、英: Third Avenue（）、3rd Avenueとも表記）は、ニューヨーク市マンハッタン区のクーパー・スクエアを起点に同区の東側（イースト・サイド）の南北120ブロックを貫く街路である。3番街は東129丁目交点の3番街橋を介してハーレム川を渡り、ブロンクス区のフォードハム・ロードにまで至り終点となる。この道路はマンハッタンと、サウス・ブロンクス内で交通量及び建物密度ともに最大のザ・ハブ地区とを接続する4つの道路の一つである。1811年委員会計画において整備されたアベニューの一つである。

## 概要
3番街における車両の通行方法は起点から24丁目までが対面通行であるのに対し、それ以北は北行き（アップタウン方面）の一方通行で、ブロンクスに入ると再び対面通行となる。ただし、3番街橋を挟んだ前後の区間だけは南行きの一方通行であるため、マンハッタン側の東128丁目の交差点では北行きと南行きがぶつかることになり、南北どちらの方向からも車両でこの道路を全線通して（区をまたいで）通行することは不可能である。また、道路標識においてはマンハッタン区内では「3 Ave」、ブロンクス区内では「Third Ave」と表示されている。
また、3番街のマンハッタン区内における北行き一方通行の開始は1960年7月17日である。

## 公共交通機関
地上
一般的なタクシーは利用可能。以下のバスが3番街を路線にしている:
マンハッタン区内
- M98：東65丁目〜東127丁目。東65丁目発、ハーレム川ドライブ及びフォート・ワシントン街経由、西193丁目／フォート・トライオン公園行き
- M101：クーパー・スクエア〜東125丁目。クーパー・スクエア発、125丁目／アムステルダム街経由、フォート・ジョージ行き
- M102：クーパー・スクエア〜東116丁目。クーパー・スクエア発、116丁目及びレノックス街経由、ハーレム／西147丁目行き
- M103：クーパー・スクエア〜東125丁目。クーパー・スクエア発、ハーレム／東125丁目行き

ブロンクス区内
- Bx15：フォードハム・プラザ行き
- Bx21：ウェストチェスター・スクエア行き
- Bx55：フォードハム・プラザもしくはウィリアムブリッジ行き